# Park Narodowy Nightcap
Nightcap (Nightcap National Park) – park narodowy położony w stanie Nowa Południowa Walia w Australii, około 35 km na północ od Lismore.
Park jest częścią rezerwatu Gondwana Rainforests of Australia, wpisanego w 1989 roku na listę światowego dziedzictwa UNESCO. Park wyróżnia się licznymi wodospadami, wąwozami i stromymi klifami. Na terenie parku występują m.in. pademelon czerwononogi i owocożer purpurowy. 